# Lubomin (województwo kujawsko-pomorskie)
Lubomin – wieś w Polsce, położona w województwie kujawsko-pomorskim, w powiecie włocławskim, w gminie Boniewo.
| SIMC    | Nazwa              | Rodzaj    |
| ------- | ------------------ | --------- |
| 1032440 | Lubomin Poduchowny | część wsi |
| 1032545 | Probostwo          | część wsi |
| 1032551 | Rogatki            | część wsi |

Wieś duchowna, własność kapituły włocławskiej, położona była w II połowie XVI wieku w powiecie brzeskokujawskim województwa brzeskokujawskiego.
W latach 1954–1959 wieś należała i była siedzibą władz gromady Lubomin, po jej zniesieniu w gromadzie Boniewo. W latach 1975–1998 miejscowość administracyjnie należała do województwa włocławskiego.
Według Narodowego Spisu Powszechnego (III 2011 r.) liczyła 131 mieszkańców. Jest jedenastą co do wielkości miejscowością gminy Boniewo.
W Lubominie urodził się Stanisław Pawlak, polityk, samorządowiec, poseł na Sejm RP.